# Sight for Sore Ears
Sight for Sore Ears è una VHS del gruppo musicale statunitense Poison, contenente i videoclip dei loro primi due album, Look What the Cat Dragged In e Open Up and Say...Ahh!, più materiale dietro le quinte e interviste. L'intero contenuto è stato riversato in DVD come parte della video-raccolta Poison Greatest Video Hits.

## Tracce
1. Cry Tough
2. I Want Action
3. Talk Dirty to Me
4. I Won't Forget You
5. Good Love (Montage)
6. Nothin' but a Good Time
7. Fallen Angel
8. Every Rose Has Its Thorn
9. Your Mama Don't Dance

## Formazione
- Bret Michaels – voce
- C.C. DeVille – chitarra
- Bobby Dall – basso
- Rikki Rockett – batteria